# Carolina del Palatinato-Zweibrücken-Birkenfeld
Carolina del Palatinato-Zweibrücken-Birkenfeld, il cui nome completo era Enrichetta Carolina Cristiana Luisa (in tedesco Henriette Caroline Christiane Louise) (Strasburgo, 9 marzo 1721 – Darmstadt, 30 marzo 1774), fu la moglie del langravio d'Assia-Darmstadt e una delle donne più colte della sua epoca.
Carolina e suo marito sono diventati gli antenati comuni più recenti di tutti gli attuali monarchi europei l'8 settembre 2022, dopo la morte della regina Elisabetta II del Regno Unito, che non era una loro discendente, mentre suo figlio, Carlo III, è un loro discendente tramite suo padre, Filippo.

## Biografia

### Infanzia
Carolina era la figlia di Cristiano III, duca di Zweibrücken, e della moglie Carolina di Nassau-Saarbrücken.

### Matrimonio

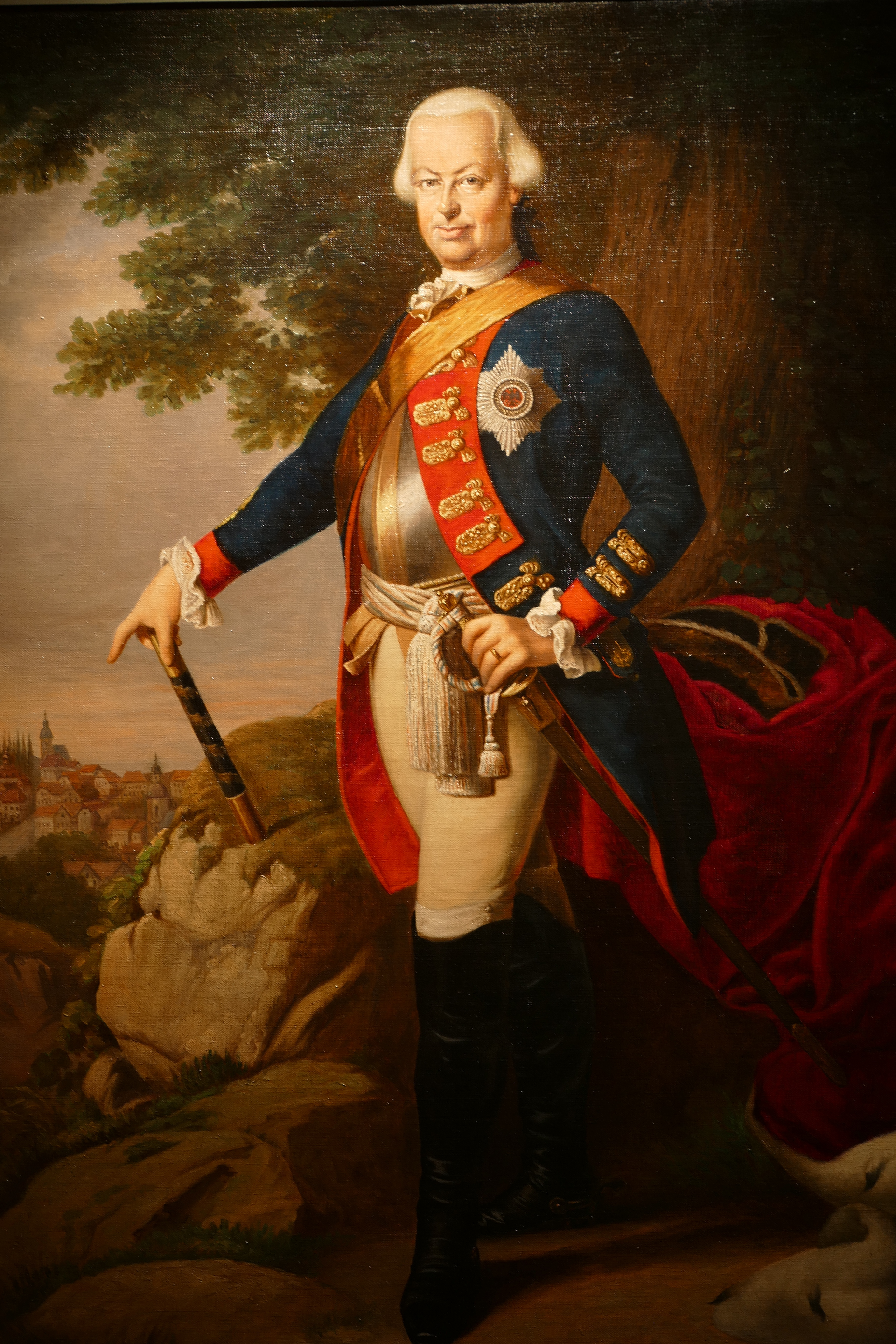
Luigi IX d'Assia-Darmstadt in un ritratto della seconda metà del Settecento

Il 12 agosto 1741 sposò a Zweibrücken il langravio Luigi IX d'Assia-Darmstadt. Fu meglio conosciuta con l'appellativo di "la Grande langravia", che le venne dato da Johann Wolfgang von Goethe. 

### Attività culturali
Fu amica di scrittori e filosofi del suo tempo, come Johann Gottfried Herder, Christoph Martin Wieland e Goethe. Wieland avrebbe desiderato possedere il potere di renderla regina d'Europa.
Ebbe contatti con Federico II di Prussia, e venne considerata una delle poche donne che questi rispettava.

### Morte
La Grande Langravia morì il 30 marzo 1774 a Darmstadt.
Attraverso la figlia Federica Luisa divenne un'antenata delle case reali di Prussia, Germania e Paesi Bassi, mentre attraverso sua figlia Amalia è un'antenata della casa reale del Belgio.

## Discendenza
Luigi IX e Carolina ebbero cinque figlie e tre figli:
- Carolina (1746-1821), sposò Federico V, langravio di Assia-Homburg;
- Federica (1751-1805), sposò il re Federico Guglielmo II di Prussia, divenendo così regina di Prussia;
- Luigi X (1753-1820), futuro granduca Luigi I d'Assia-Darmstadt;
- Amalia (1754-1832), sposò Carlo Luigi, principe ereditario di Baden;
- Guglielmina (1755-1776), sposò il granduca Pavel Petrovič di Russia, futuro Paolo I di Russia;
- Luisa (1757-1830), sposò il granduca Carlo Augusto di Sassonia-Weimar-Eisenach;
- Federico (1759-1802);
- Cristiano (1763-1830).

## Antenati
|                                                    |                                      |                                               | Genitori                                             |  |  | Nonni |  |  | Bisnonni                                          |  |  | Trisnonni                                     |  |
|                                                    |                                      |                                               |                                                      |  |  |       |  |  | Cristiano I del Palatinato-Birkenfeld-Bischweiler |  |  | Carlo I del Palatinato-Zweibrücken-Birkenfeld |  |
|                                                    |                                      |                                               |                                                      |  |  |       |  |  | Cristiano I del Palatinato-Birkenfeld-Bischweiler |  |  | Carlo I del Palatinato-Zweibrücken-Birkenfeld |  |
|                                                    |                                      | Dorotea di Braunschweig-Lüneburg              |                                                      |  |  |       |  |  | Cristiano I del Palatinato-Birkenfeld-Bischweiler |  |  |                                               |  |
| Cristiano II del Palatinato-Zweibrücken-Birkenfeld |                                      |                                               |                                                      |  |  |       |  |  | Cristiano I del Palatinato-Birkenfeld-Bischweiler |  |  |                                               |  |
|                                                    |                                      | Maddalena Caterina del Palatinato-Zweibrücken | Giovanni II del Palatinato-Zweibrücken               |  |  |       |  |  |                                                   |  |  |                                               |  |
|                                                    |                                      | Maddalena Caterina del Palatinato-Zweibrücken | Giovanni II del Palatinato-Zweibrücken               |  |  |       |  |  |                                                   |  |  |                                               |  |
|                                                    |                                      | Maddalena Caterina del Palatinato-Zweibrücken | Catherine de Rohan                                   |  |  |       |  |  |                                                   |  |  |                                               |  |
| Cristiano III del Palatinato-Zweibrücken           |                                      | Maddalena Caterina del Palatinato-Zweibrücken |                                                      |  |  |       |  |  |                                                   |  |  |                                               |  |
|                                                    |                                      | Giovanni Giacomo di Rappoltstein              | Giorgio Federico di Rappoltstein-Hohenack-Geroldseck |  |  |       |  |  |                                                   |  |  |                                               |  |
|                                                    |                                      | Giovanni Giacomo di Rappoltstein              | Giorgio Federico di Rappoltstein-Hohenack-Geroldseck |  |  |       |  |  |                                                   |  |  |                                               |  |
|                                                    |                                      | Giovanni Giacomo di Rappoltstein              | Anna di Salm-Kyrburg                                 |  |  |       |  |  |                                                   |  |  |                                               |  |
| Caterina Agata di Rappoltstein                     |                                      | Giovanni Giacomo di Rappoltstein              |                                                      |  |  |       |  |  |                                                   |  |  |                                               |  |
|                                                    |                                      | Anna Claudia di Salm-Kyrburg                  | Giovanni Casimiro di Salm-Kyrburg                    |  |  |       |  |  |                                                   |  |  |                                               |  |
|                                                    |                                      | Anna Claudia di Salm-Kyrburg                  | Giovanni Casimiro di Salm-Kyrburg                    |  |  |       |  |  |                                                   |  |  |                                               |  |
|                                                    |                                      | Anna Claudia di Salm-Kyrburg                  | Dorotea di Solms-Laubach                             |  |  |       |  |  |                                                   |  |  |                                               |  |
| Carolina del Palatinato-Zweibrücken-Birkenfeld     |                                      | Anna Claudia di Salm-Kyrburg                  |                                                      |  |  |       |  |  |                                                   |  |  |                                               |  |
|                                                    | Gustavo Adolfo di Nassau-Saarbrücken | Guglielmo Luigi di Nassau-Saarbrücken         |                                                      |  |  |       |  |  |                                                   |  |  |                                               |  |
|                                                    | Gustavo Adolfo di Nassau-Saarbrücken | Guglielmo Luigi di Nassau-Saarbrücken         |                                                      |  |  |       |  |  |                                                   |  |  |                                               |  |
|                                                    | Gustavo Adolfo di Nassau-Saarbrücken | Anna Amalia di Baden-Durlach                  |                                                      |  |  |       |  |  |                                                   |  |  |                                               |  |
| Luigi Crato di Nassau-Saarbrücken                  | Gustavo Adolfo di Nassau-Saarbrücken |                                               |                                                      |  |  |       |  |  |                                                   |  |  |                                               |  |
|                                                    |                                      | Eleonora Clara di Hohenlohe-Neuenstein        | Kraft III di Hohenlohe-Neuenstein                    |  |  |       |  |  |                                                   |  |  |                                               |  |
|                                                    |                                      | Eleonora Clara di Hohenlohe-Neuenstein        | Kraft III di Hohenlohe-Neuenstein                    |  |  |       |  |  |                                                   |  |  |                                               |  |
|                                                    |                                      | Eleonora Clara di Hohenlohe-Neuenstein        | Sofia del Palatinato-Zweibrücken-Birkenfeld          |  |  |       |  |  |                                                   |  |  |                                               |  |
| Carolina di Nassau-Saarbrücken                     |                                      | Eleonora Clara di Hohenlohe-Neuenstein        |                                                      |  |  |       |  |  |                                                   |  |  |                                               |  |
|                                                    |                                      | Enrico Federico di Hohenlohe-Langenburg       | Filippo Ernesto di Hohenlohe-Langenburg              |  |  |       |  |  |                                                   |  |  |                                               |  |
|                                                    |                                      | Enrico Federico di Hohenlohe-Langenburg       | Filippo Ernesto di Hohenlohe-Langenburg              |  |  |       |  |  |                                                   |  |  |                                               |  |
|                                                    |                                      | Enrico Federico di Hohenlohe-Langenburg       | Anna Maria di Solms-Sonnenwalde                      |  |  |       |  |  |                                                   |  |  |                                               |  |
| Filippina Enrichetta di Hohenlohe-Langenburg       |                                      | Enrico Federico di Hohenlohe-Langenburg       |                                                      |  |  |       |  |  |                                                   |  |  |                                               |  |
|                                                    |                                      | Giuliana Dorotea di Castell-Remlingen         | Wolfgang Giorgio I di Castell-Remlingen              |  |  |       |  |  |                                                   |  |  |                                               |  |
|                                                    |                                      | Giuliana Dorotea di Castell-Remlingen         | Wolfgang Giorgio I di Castell-Remlingen              |  |  |       |  |  |                                                   |  |  |                                               |  |
|                                                    |                                      | Giuliana Dorotea di Castell-Remlingen         | Sofia Giuliana di Hohenlohe-Waldenburg               |  |  |       |  |  |                                                   |  |  |                                               |  |
|                                                    |                                      | Giuliana Dorotea di Castell-Remlingen         |                                                      |  |  |       |  |  |                                                   |  |  |                                               |  |